# リトアニア大公ゲディミナス勲章
リトアニア大公ゲディミナス勲章 （リトアニア語: Lietuvos didžiojo kunigaikščio Gedimino ordino medalis）は、リトアニアの大統領が、公私問わず多大な功績のあった市民に対し与える勲章（騎士団章）。外国籍の人物に与えられることもある。このリトアニア大公ゲディミナスを記念した勲章は1928年に制定され、ゲディミナスの列柱をシンボルとしている。

## 階級
リトアニア大公ゲディミナス勲爵士団には5段階の階級がある。
| 1. 大十字     | Grand Cross Ribbon bar             |
| 2. 将軍大十字 | Commander's Grand Cross ribbon bar |
| 3. 将軍十字   | Commander's Cross ribbon bar       |
| 4. 将校十字   | Officer's Cross ribbon bar         |
| 5. 騎士十字   | Knight's Cross ribbon bar          |
| 6. 勲章       | Medal ribbon bar                   |

## 著名な受勲者
リトアニア再独立後、1991年に最初の受勲者となったのは、詩人のユスティナス・マルツィンケヴィチュース、ベルナルダス・ブラズジョーニス、聖職者のリチャーダス・ミクタヴィチュース、画家のヴィータウタス・カジミエラス・ヨヌィーナス、数学者のヨーナス・クビリュースである。
- エドヴァルド・ベネシュ, チェコの政治家、チェコスロヴァキア大統領
- アルギルダス・バドルス, クラリネット奏者
- シュテファン・フューレ, チェコの政治家、外交官[2]
- ジェームズ・L・ジョナス, アメリカの元国家安全保障問題担当大統領補佐官、元アメリカ海兵隊総司令官
- イナ・マルチュリオヌィテ, リトアニアのユネスコ大使・代表
- ジョージ・ロバートソン, 第10代北大西洋条約機構事務総長[3]
- ムスティスラフ・ロストロポーヴィチ, チェロ奏者[1]
- フアン・アントニオ・サマランチ, 前国際オリンピック委員会会長[1]
- ジョージ・ソロス, 投資家・慈善家[1]

## 記章

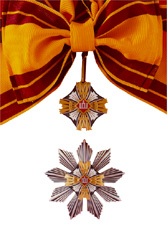
第一位章
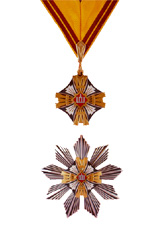
第二位章
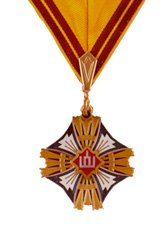
第三位章
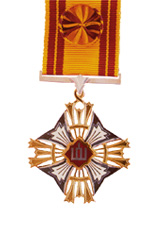
第四位章
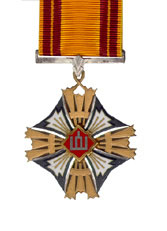
第五位章
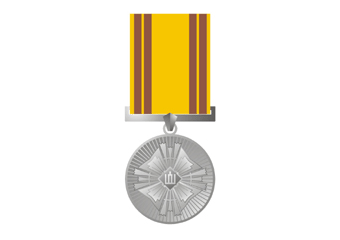
メダル